# Okręg wyborczy Combined Scottish Universities
Okręg wyborczy Combined Scottish Universities powstał w 1918 r. i wysyłał do brytyjskiej Izby Gmin trzech deputowanych. Okręg nie posiadał określonych granic, prawo do głosu mieli w nim absolwenci uniwersytetów w St Andrews, Glasgow, Edynburgu i Aberdeen. Okręg został zlikwidowany w 1950 r.

## Deputowani do brytyjskiej Izby Gmin z okręgu Combined Scottish Universities
- 1918–1922: William Cheyne, Partia Konserwatywna
- 1918–1934: Dugald Cowan, Partia Liberalna
- 1918–1927: Henry Craik, Partia Konserwatywna
- 1922–1931: George Berry, Partia Konserwatywna
- 1927–1935: John Buchan, Partia Konserwatywna
- 1931–1936: Noel Skelton, Partia Konserwatywna
- 1934–1945: George Alexander Morrison, Partia Liberalna, od 1935 r. Narodowa Partia Liberalna
- 1935–1950: John Graham Kerr, Partia Konserwatywna
- 1936–1938: Ramsay MacDonald, Narodowa Partia Pracy
- 1938–1950: John Anderson
- 1945–1946: John Boyd Orr
- 1946–1950: Walter Elliot, Partia Konserwatywna